# Otto Chotek
Otto Ferdinand hrabě Chotek z Chotkova a Vojnína (německy Otto Ferdinand Reichsgraf Chotek von Chotkow und Wognin; 14. května 1816 Budín – 23. listopadu 1889 Vídeň) byl česko-rakouský šlechtic, politik, podnikatel a velkostatkář. Po krátké službě ve státních úřadech a armádě se věnoval podnikání a zastával funkce v řadě institucí. V roce 1867 byl jmenován členem rakouské Panské sněmovny. Proslul mimo jiné výsadbou výjimečných exemplářů sekvojovce obrovského v zámeckém parku svého sídla v Ratměřicích ve středních Čechách.

## Životopis

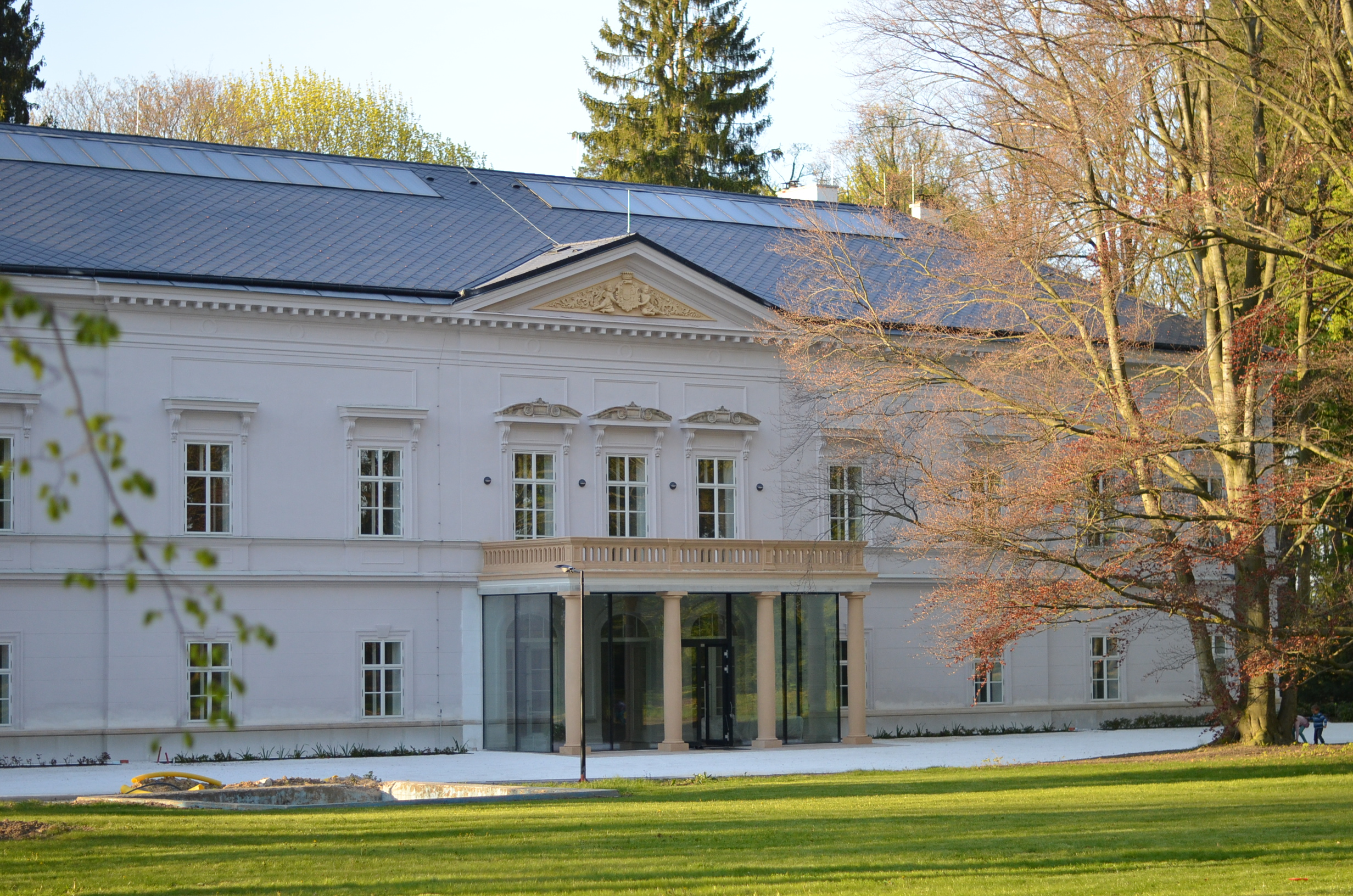
Zámek Ratměřice

Pocházel ze staré české šlechtické rodiny Chotků, patřil k uherské linii, sám ale vlastnil majetek v Čechách. Narodil se jako starší syn c. k. plukovníka hraběte Heřmana Chotka (1786–1822) a jeho manželky Henriety, rozené hraběnky Brunswikové z Korompy (1789–1857). Středoškolské vzdělání získal střídavě na gymnáziích v Pešti, Bratislavě a Trnavě (poblíž Trnavy se nacházelo hlavní rodové sídlo v Dolní Krupé). Univerzitní studia zahájil v Pešti, v roce 1834 ale přešel na univerzitu do Olomouce, kde v roce 1838 absolvoval práva (vazby na Olomouc měl díky tomu, že jeho strýc a kmotr Ferdinand Chotek byl tehdy olomouckým arcibiskupem). Po studiích vstoupil do státních služeb a od roku 1842 působil jako úředník uherské dvorské komory, v roce 1843 byl jmenován c. k. komořím.

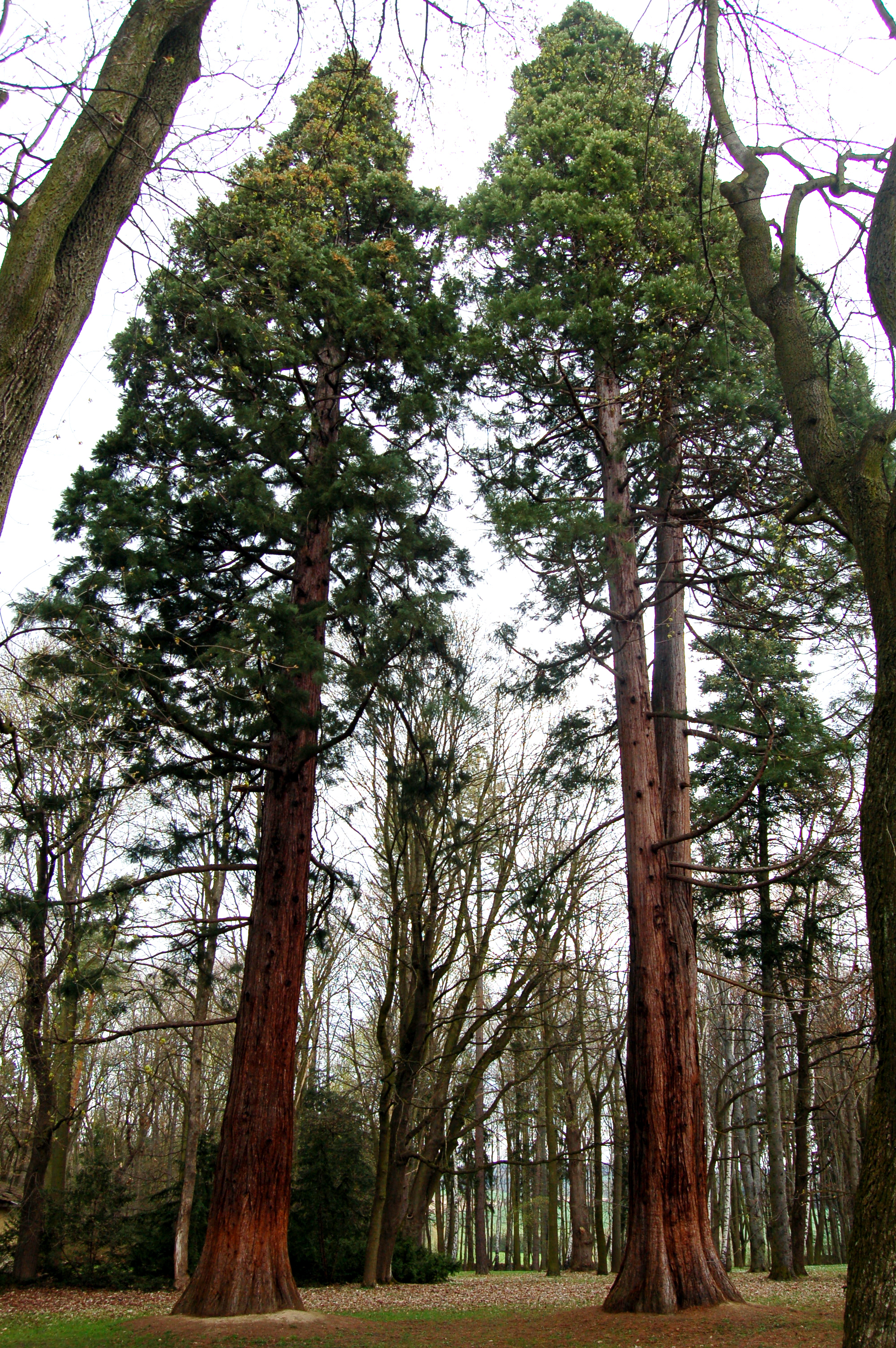
Sekvojovce v Ratměřicích

Během revoluce v Uhrách v letech 1848–1849 vstoupil do armády a zúčastnil se bojů jako stoupenec Habsburků. Rychle postupoval v hodnostech a již v roce 1849 byl rytmistrem, v roce 1853 z armády odešel, ale v roce 1860 získal čestnou hodnost majora, s níž se jako dobrovolník zúčastnil ještě prusko-rakouské války v roce 1866. Za zásluhy během revoluce se stal nositelem Řádu železné koruny (1849) a Řádu sv. Štěpána (1852). V roce 1867 byl jmenován doživotním členem rakouské panské sněmovny a v letech 1872–1873 byl krátce také poslancem českého zemského sněmu, kam byl zvolen za velkostatkářskou kurii, mandátu se ale vzdal již po roce. V roce 1883 byl jmenován c. k. tajným radou. Angažoval se také v řadě institucí zaměřených na rozvoj průmyslu, byl například spoluzakladatelem a později dlouholetým prezidentem Rakouského spolku pro chemickou a hutní výrobu (Österreichischer Verein für chemische und metallurgische Production) v Ústí nad Labem nebo prezidentem Rakouské severozápadní dráhy (1887–1889), zasedal také ve správních radách několika bankovních institucí a v letech 1869–1889 byl prezidentem Vídeňského bankovního spolku. Kromě toho zasedal v řadě dalších organizací, naposledy byl krátce před smrtí jmenován čestným členem Spolku válečných veteránů (1888). Mimo jiné do jeho oficiální titulatury patřila dědičná hodnost nejvyššího dveřníka pro Horní a Dolní Rakousko, kterou získali předkové v české linii v polovině 18. století.

## Majetek

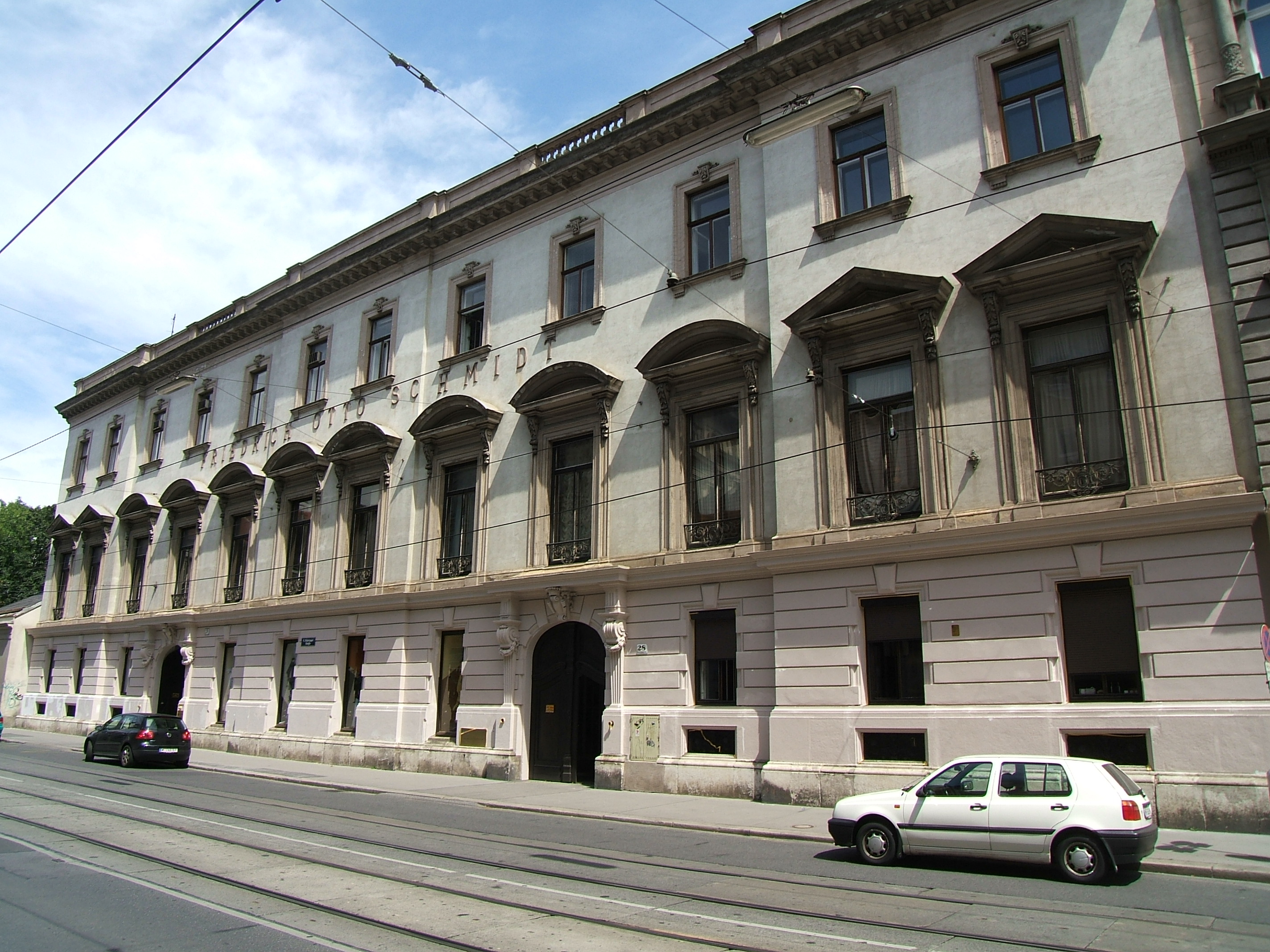
Chotkovský palác ve Vídni

V roce 1853 si s bratrem Rudolfem rozdělil dědictví, které na ně ještě za života převedla matka Henrietta. Zatímco Rudolf převzal uherská panství Dolná Krupá a Futog, Otto se usadil na zámku Ratměřice na Benešovsku. Panství Ratměřice skoupila matka postupně v letech 1822–1838 od několika dědiců rodu Sterndhalů. K velkostatku Ratměřice-Jankov patřilo 1 900 hektarů půdy a kromě šesti hospodářských dvorů zde fungovalo několik průmyslových provozů (pivovar, vápenka, cihelna). Otto se zasloužil o přestavbu ratměřického zámku do klasicistní podoby, kterou realizoval hned po převzetí majetku. Věnoval se také úpravám zámeckého parku a proslul především výsadbou ratměřických sekvojovců, které jsou nejvyššími zástupci druhu sekvojovce obrovského v Česku a mají památkovou ochranu. Finančně podpořil také opravy kostelů v Ratměřicích a Jankově. I když se angažoval v podnikatelských sférách na různých místech monarchie, hospodaření na vlastním velkostatku jej příliš nezajímalo. Nakonec se nechal vyplatit mladším bratrem Rudolfem a správu Ratměřic mu přenechal. Trvale pak přesídlil do Vídně, kde si v letech 1871–1874 nechal postavit Chotkovský palác (Palais Chotek) v 9. vídeňském obvodu (Währinger Straße č. p. 28).
Otto Chotek zemřel svobodný a bezdětný ve Vídni ve věku 73 let na následky mozkové mrtvice, pohřben je na vídeňském Ústředním hřbitově. Jeho dědicem byl mladší bratr Rudolf, který v roce 1891 pronajal vídeňský palác a v roce 1898 prodal zadlužený velkostatek Jankov-Ratměřice.
Kromě zmíněného bratra Rudolfa měl starší sestru Hermínu (1815–1882), provdanou za hraběte Franze Folliota de Crenneville (1815–1888), rakousko-uherského polního zbrojmistra, císařského generálního pobočníka a později nejvyššího dvorského komorníka.